# Muffin
Il muffin è un dolce simile a un plum cake, di forma rotonda con la cima a calotta semisferica senza glassa di rivestimento.
Alcune varietà, come i cornbread muffins, sono salate.
Si possono preparare con ripieno di mirtilli, cioccolato, cetrioli, lampone, cannella, zucca, noce, limone, banana, arancia, pesca, fragola, mandorle e carote.
Ci sono poi muffin che si tengono in un palmo della mano e si consumano in un sol boccone. I muffin sono prodotti diffusi specialmente nel Regno Unito.

## Le origini

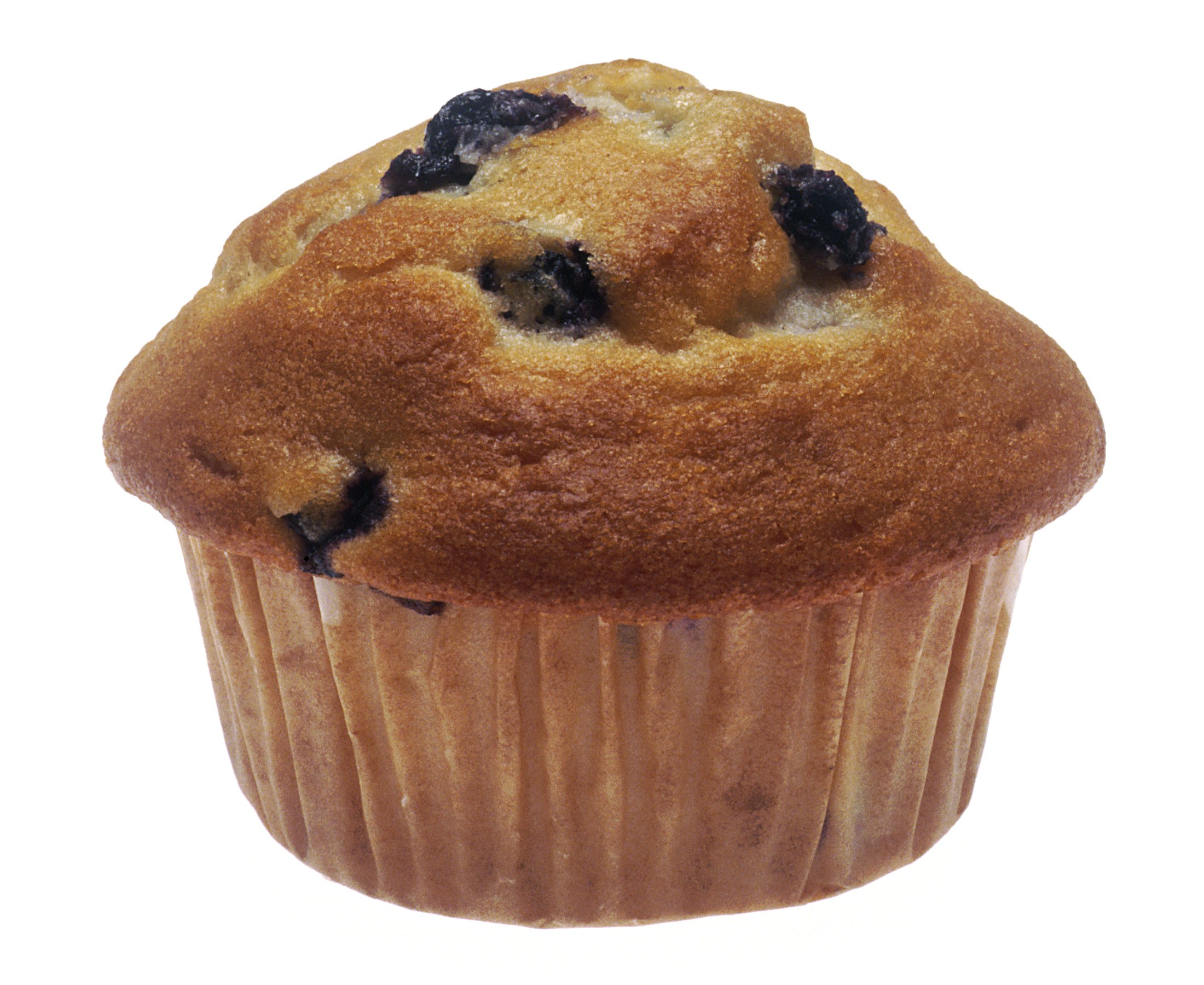
Un muffin con gocce di cioccolato

La parola muffin viene citata per la prima volta in Inghilterra nel 1703 con la scrittura moofin.
Qualcuno vuole derivato il termine dal francese mouflet, che significa soffice, inteso come il pane, altri vogliono far derivare la parola dal tedesco muffen, che significa piccole torte, perché tali erano all'origine.
Le prime versioni di muffin erano meno nobili. Il fornaio di famiglia cucinava i muffin per la servitù con i rimasugli del pane del giorno prima e con i rimasugli di lavorazione di biscotti, mescolandovi delle patate schiacciate. Il tutto veniva fritto facendo divenire il composto così ottenuto dei muffin leggeri e croccanti. Questo preparato venne scoperto dai padroni dell'epoca facendolo divenire cibo solido preferito per l'ora del tè.
Le ricette per i muffin sono comuni nei libri di cucina americani del XIX secolo. Le ricette per i muffin a base di lievito, che a volte venivano chiamati "muffin comuni" o "muffin di grano" nei libri di cucina americani del XIX secolo, si possono trovare in libri di cucina molto più antichi. Il Boston Cooking-School Cook Book di Fannie Farmer, ha fornito ricette per entrambi i tipi di muffin, sia quelli che utilizzavano il lievito per far lievitare l'impasto sia quelli che utilizzavano un metodo rapido per il pane, utilizzando gli anelli per muffin per modellare i muffin inglesi. Farmer ha indicato che la "cottura sul fornello", come avviene con l'impasto lievitato, era un metodo utile quando la cottura in forno non era pratica. Nel corso degli anni, le dimensioni e il contenuto calorico dei muffin sono cambiati: i muffin da 3 pollici preparati dalla nonna contenevano solo tra le 120 e le 160 calorie. Ma i muffin giganti da forno di oggi contengono tra le 340 e le 630 calorie ciascuno.

## Storia moderna
L'inserimento di alcuni particolari conservanti ha avuto come conseguenza che non debba necessariamente essere consumato entro poche ore dalla sfornatura.
La tendenza alla commercializzazione di pezzi di dimensioni sempre maggiori ha portato alla creazione di nuovi tipi di muffin.
Le loro dimensioni possono essere le più disparate.

## Preparazione

Cottura di alcuni muffin.

Il muffin si distingue nella preparazione da altri tipi di cake o tortini perché nel procedimento è sempre prevista la preparazione di 2 composti: uno, con gli ingredienti in polvere (farina, bicarbonato di sodio, lievito chimico e, se la ricetta lo prevede, anche il cacao o spezie varie), e un composto a base di ingredienti umidi (latte, burro fuso o olio di semi, uova e, a volte, yogurt); per quel che riguarda lo zucchero può essere messo sia nel composto in polvere sia in quello umido.
Dopodiché si amalgamano questi 2 composti.
Una volta amalgamati si versano in pirottini di carta posti in uno stampo per muffin: c'è chi usa una brocca, chi usa l'attrezzo per mettere le palline di gelato sui coni, chi la tasca da pasticcere e chi invece si serve di 2 cucchiai.
Gli stampi e le teglie per muffin sono tipicamente stampi in metallo con depressioni rotonde a forma di ciotola in cui viene versato l'impasto. Gli stampi o le teglie per muffin devono essere unti con burro o spray da cucina, per ridurre il rischio che la pastella si attacchi, in alternativa vengono utilizzati pirottini di carta in cui viene versato l'impasto.

## Le regole d'oro per un buonmuffin
Le polveri devono essere ben mescolate e così anche i liquidi.
I 2 composti devono poi essere amalgamati insieme lentamente e lavorati non troppo a lungo per evitare di avere dei dolcetti compatti e duri.

## Tipi dimuffin

### Muffininglese
Si distingue dal muffin americano per il tipo di lievitazione. Il muffin americano lievita con il lievito chimico, quello inglese lievita con il lievito di birra (gli esperti di chimica o di pasticceria affermano che sono due lievitazioni molto diverse). L'impiego del lievito chimico o del lievito di birra comporta due lavorazioni e tempi molto diversi tra loro come l'aspetto e il gusto finale.

### Corn muffin
Il Corn muffin è un dolce statunitense. Si tratta di muffin al gusto di mais e perlopiù sono dolci. Possono essere spalmati di burro sul lato piatto o stufati col peperoncino.

## Ricette

### Muffinal cacao confrostingalla panna e burro
Per preparare i muffin al cacao con frosting alla panna e burro è necessario procurarsi: 270 g di farina 00, 15 ml di olio, 1 tuorlo d'uovo, 2 albumi d'uovo, 200 g di zucchero di canna, 30 g di miele, aroma a piacere, 1 bustina di lievito, 50 ml di panna, 30 g di cacao amaro, 70 g di burro, cioccolato e frutta secca. 
Lavorare lo zucchero con l'uovo e i tuorli, aggiungere la panna, l'olio, l'aroma e il miele. Setacciare farina, lievito e cacao, aggiungerli al composto e lavorarli.
Versare negli stampi per muffin fino a ⅓, infornare a 180 °C per circa 20 minuti. Lavorare il burro con le fruste elettriche, aggiungendo man mano lo zucchero. In ultimo aggiungere la panna e montare tutto e dopo riporre in frigo. Lasciare raffreddare i muffin.
Prelevare la panna, aggiungere frutta secca e pezzetti di cioccolato delle uova di Pasqua e spatolare a mano. Decorare i muffin con il frostin al momento di servire.

## Nella cultura di massa
"The Muffin Man" è una tradizionale filastrocca per bambini di origine inglese del XIX secolo.
Un riferimento ai muffin inglesi si trova nell'opera teatrale di Oscar Wilde del 1895 L'importanza di chiamarsi Ernesto.

## Galleria d'immagini

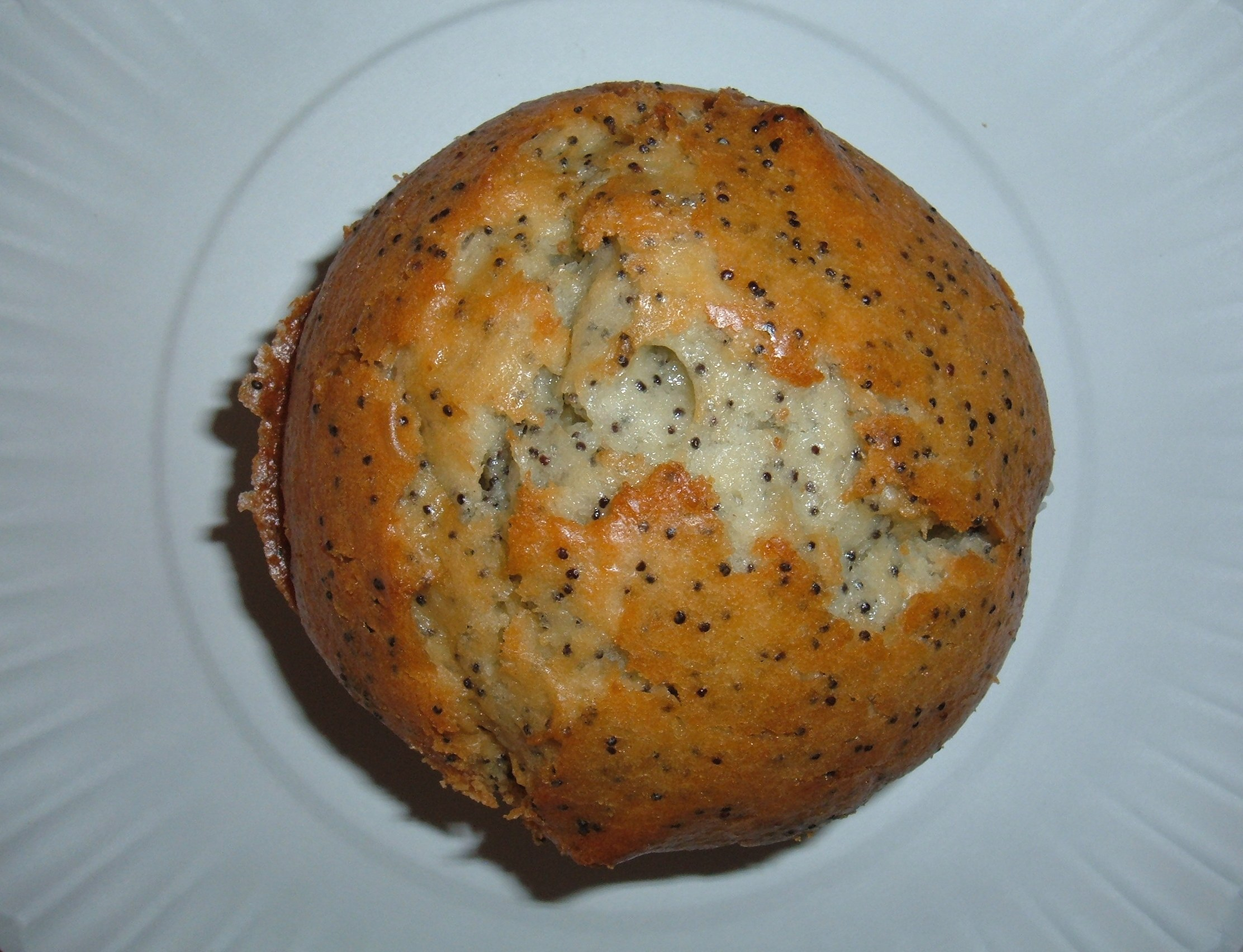
Muffin ai semi di papavero.
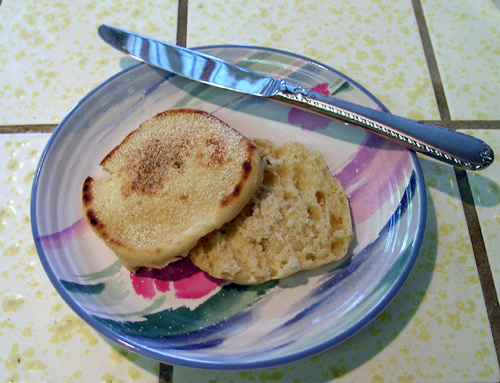
Muffin inglese.
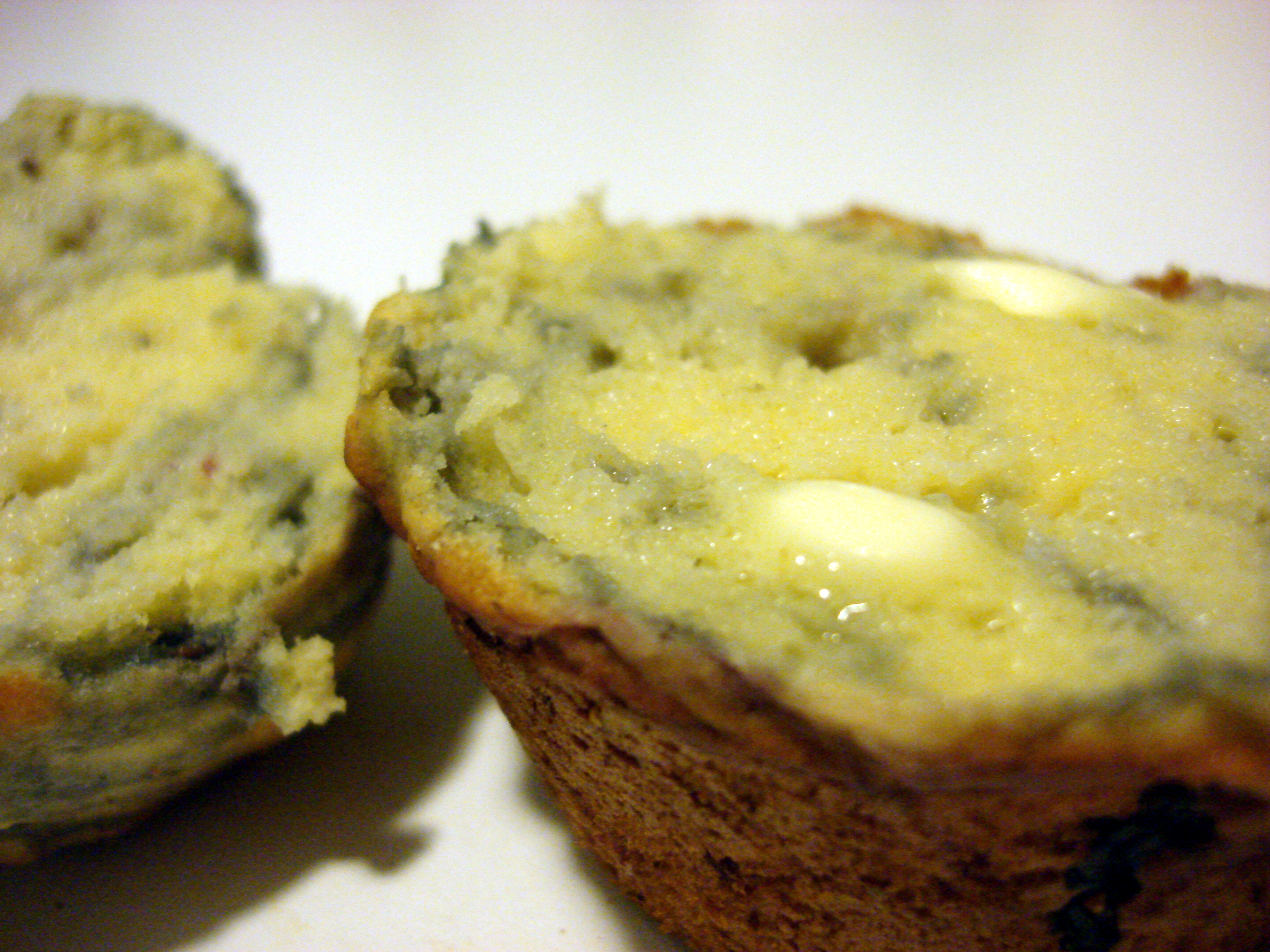
Muffin imburrati.
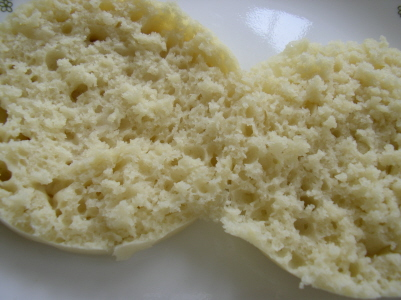
Un tipo di muffin.